# Championnats du monde de sprint de patinage de vitesse
Les championnats du monde de sprint de patinage de vitesse sont une compétition annuelle de patinage de vitesse, organisée par l'Union internationale de patinage depuis 1970. Sur deux jours, les patineurs alternent une course de 500 mètres et une de 1000 mètres. Les temps sur ces distances sont ensuite convertis en utilisant le système Samalog qui établit le classement en fonction de nombre de points. Cette compétition se tient chaque année au même endroit en même temps pour les hommes et les femmes. Lors des deux premières éditions, cela se nommait les « championnats ISU de sprint ».

## Palmarès

### Hommes
| Année | Lieu           | Médaille d'or               | Médaille d'argent           | Médaille de bronze          |
| ----- | -------------- | --------------------------- | --------------------------- | --------------------------- |
| 1970  | West Allis     | Valery Muratov              | Keiichi Suzuki              | Magne Thomassen             |
| 1971  | Inzell         | Erhard Keller               | Ove König                   | Ard Schenk                  |
| 1972  | Eskilstuna     | Leo Linkovesi               | Valery Muratov              | Ard Schenk                  |
| 1973  | Oslo           | Valery Muratov              | Jos Valentijn               | Eppie Bleeker               |
| 1974  | Innsbruck      | Per Bjørang                 | Masaki Suzuki               | Eppie Bleeker               |
| 1975  | Göteborg       | Aleksandr Safronov          | Yevgeny Kulikov             | Valery Muratov              |
| 1976  | Berlin-Ouest   | Johan Granath               | Dan Immerfall               | Peter Mueller               |
| 1977  | Alkmaar        | Eric Heiden                 | Peter Mueller               | Yevgeny Kulikov             |
| 1978  | Lake Placid    | Eric Heiden                 | Frode Rønning               | Johan Granath               |
| 1979  | Inzell         | Eric Heiden                 | Gaétan Boucher              | Frode Rønning               |
| 1980  | West Allis     | Eric Heiden                 | Gaétan Boucher              | Tom Plant                   |
| 1981  | Grenoble       | Frode Rønning               | Sergey Khlebnikov           | Anatoli Medennikov          |
| 1982  | Alkmaar        | Sergey Khlebnikov           | Gaétan Boucher              | Frode Rønning               |
| 1983  | Helsinki       | Akira Kuroiwa               | Pavel Pegov                 | Hilbert van der Duim        |
| 1984  | Trondheim      | Gaétan Boucher              | Sergey Khlebnikov           | Kai Arne Engelstad          |
| 1985  | Heerenveen     | Igor Zhelezovski            | Gaétan Boucher              | Dan Jansen                  |
| 1986  | Karuizawa      | Igor Zhelezovski            | Dan Jansen                  | Akira Kuroiwa               |
| 1987  | Sainte-Foy     | Akira Kuroiwa               | Nick Thometz                | Yukihiro Mitani             |
| 1988  | West Allis     | Dan Jansen                  | Uwe-Jens Mey                | Eric Flaim                  |
| 1989  | Heerenveen     | Igor Zhelezovski            | Uwe-Jens Mey                | Andrey Bachvalov            |
| 1990  | Tromsø         | Bae Ki-Tae                  | Andrey Bachvalov            | Igor Zhelezovski            |
| 1991  | Inzell         | Igor Zhelezovski            | Uwe-Jens Mey                | Toshiyuki Kuroiwa           |
| 1992  | Oslo           | Igor Zhelezovski            | Dan Jansen                  | Toshiyuki Kuroiwa           |
| 1993  | Ikaho          | Igor Zhelezovski            | Yasunori Miyabe             | Hiroyasu Shimizu            |
| 1994  | Calgary        | Dan Jansen                  | Sergey Klevchenya           | Junichi Inoue               |
| 1995  | Milwaukee      | Kim Yun-Man                 | Hiroyasu Shimizu            | Yasunori Miyabe             |
| 1996  | Heerenveen     | Sergey Klevchenya           | Hiroyasu Shimizu            | Manabu Horii                |
| 1997  | Hamar          | Sergey Klevchenya           | Roger Strøm                 | Casey FitzRandolph          |
| 1998  | Berlin         | Jan Bos                     | Jeremy Wotherspoon          | Erben Wennemars             |
| 1999  | Calgary        | Jeremy Wotherspoon          | Jan Bos                     | Hiroyasu Shimizu            |
| 2000  | Séoul          | Jeremy Wotherspoon          | Mike Ireland                | Hiroyasu Shimizu            |
| 2001  | Inzell         | Mike Ireland                | Hiroyasu Shimizu            | Jeremy Wotherspoon          |
| 2002  | Hamar          | Jeremy Wotherspoon          | Casey FitzRandolph          | Mike Ireland                |
| 2003  | Calgary        | Jeremy Wotherspoon          | Gerard van Velde            | Erben Wennemars             |
| 2004  | Nagano         | Erben Wennemars             | Jeremy Wotherspoon          | Mike Ireland                |
| 2005  | Salt Lake City | Erben Wennemars             | Jeremy Wotherspoon          | Joey Cheek                  |
| 2006  | Heerenveen     | Joey Cheek                  | Dmitri Dorofeyev            | Jan Bos                     |
| 2007  | Hamar          | Lee Kyou-hyuk               | Pekka Koskela               | Shani Davis                 |
| 2008  | Heerenveen     | Lee Kyou-hyuk               | Jeremy Wotherspoon          | Moon Jun                    |
| 2009  | Moscou         | Shani Davis                 | Keiichiro Nagashima         | Simon Kuipers               |
| 2010  | Obihiro        | Lee Kyou-hyuk               | Lee Kang-seok               | Keiichiro Nagashima         |
| 2011  | Heerenveen     | Lee Kyou-hyuk               | Mo Tae-bum                  | Shani Davis                 |
| 2012  | Calgary        | Stefan Groothuis            | Lee Kyou-hyuk               | Mo Tae-bum                  |
| 2013  | Salt Lake City | Michel Mulder               | Pekka Koskela               | Hein Otterspeer             |
| 2014  | Nagano         | Michel Mulder               | Shani Davis                 | Daniel Greig                |
| 2015  | Astana         | Pavel Kulizhnikov           | Hein Otterspeer             | Aleksei Yesin               |
| 2016  | Séoul          | Pavel Kulizhnikov           | Kjeld Nuis                  | Kai Verbij                  |
| 2017  | Calgary        | Kai Verbij                  | Håvard Holmefjord Lorentzen | Kjeld Nuis                  |
| 2018  | Changchun      | Håvard Holmefjord Lorentzen | Kjeld Nuis                  | Kai Verbij                  |
| 2019  | Heerenveen     | Pavel Kulizhnikov           | Tatsuya Shinhama            | Kjeld Nuis                  |
| 2020  | Hamar          | Tatsuya Shinhama            | Laurent Dubreuil            | Cha Min-kyu                 |
| 2022  | Hamar          | Thomas Krol                 | Kai Verbij                  | Håvard Holmefjord Lorentzen |

### Femmes
| Année | Lieu           | Médaille d'or             | Médaille d'argent               | Médaille de bronze          |
| ----- | -------------- | ------------------------- | ------------------------------- | --------------------------- |
| 1970  | West Allis     | Lyudmila Titova           | Nina Statkevitch                | Atje Keulen-Deelstra        |
| 1971  | Inzell         | Ruth Schleiermacher       | Anne Henning                    | Dianne Holum                |
| 1972  | Eskilstuna     | Monika Pflug              | Dianne Holum                    | Lyudmila Titova             |
| 1973  | Oslo           | Sheila Young              | Atje Keulen-Deelstra            | Monika Pflug                |
| 1974  | Innsbruck      | Leah Poulos               | Atje Keulen-Deelstra            | Monika Pflug                |
| 1975  | Göteborg       | Sheila Young              | Heike Lange                     | Cathy Priestner             |
| 1976  | Berlin-Ouest   | Sheila Young              | Leah Poulos                     | Sylvia Burka                |
| 1977  | Alkmaar        | Sylvia Burka              | Leah Poulos                     | Haitske Pijlman             |
| 1978  | Lake Placid    | Lyubov Sadchikova         | Beth Heiden                     | Erwina Ryś-Ferens           |
| 1979  | Inzell         | Leah Poulos-Mueller       | Beth Heiden                     | Christa Rothenburger        |
| 1980  | West Allis     | Karin Enke                | Leah Poulos-Mueller             | Beth Heiden                 |
| 1981  | Grenoble       | Karin Enke                | Tatyana Tarasova                | Natalya Petrusyova          |
| 1982  | Alkmaar        | Natalya Petrusyova        | Karin Busch                     | Monika Pflug                |
| 1983  | Helsinki       | Karin Enke                | Natalya Petrusyova              | Christa Rothenburger        |
| 1984  | Trondheim      | Karin Enke                | Valentina Lalenkova-Golovenkina | Natalya Glebova             |
| 1985  | Heerenveen     | Christa Rothenburger      | Angela Stahnke                  | Erwina Ryś-Ferens           |
| 1986  | Karuizawa      | Karin Kania               | Christa Rothenburger            | Bonnie Blair                |
| 1987  | Sainte-Foy     | Karin Kania               | Bonnie Blair                    | Christa Rothenburger        |
| 1988  | West Allis     | Christa Rothenburger      | Karin Kania                     | Bonnie Blair                |
| 1989  | Heerenveen     | Bonnie Blair              | Christa Luding-Rothenburger     | Seiko Hashimoto             |
| 1990  | Tromsø         | Angela Hauck-Stahnke      | Bonnie Blair                    | Christine Aaftink           |
| 1991  | Inzell         | Monique Garbrecht         | Ye Qiaobo                       | Christine Aaftink           |
| 1992  | Oslo           | Ye Qiaobo                 | Bonnie Blair                    | Christa Luding-Rothenburger |
| 1993  | Ikaho          | Ye Qiaobo                 | Bonnie Blair                    | Oksana Ravilova             |
| 1994  | Calgary        | Bonnie Blair              | Angela Hauck-Stahnke            | Xue Ruihong                 |
| 1995  | Milwaukee      | Bonnie Blair              | Oksana Ravilova                 | Franziska Schenk            |
| 1996  | Heerenveen     | Christine Witty           | Edel Therese Høiseth            | Franziska Schenk            |
| 1997  | Hamar          | Franziska Schenk          | Xue Ruihong                     | Christine Witty             |
| 1998  | Berlin         | Catriona LeMay Doan       | Sabine Völker                   | Christine Witty             |
| 1999  | Calgary        | Monique Garbrecht         | Catriona LeMay Doan             | Sabine Völker               |
| 2000  | Séoul          | Monique Garbrecht         | Chris Witty                     | Marianne Timmer             |
| 2001  | Inzell         | Monique Enfeldt-Garbrecht | Eriko Sanmiya                   | Catriona LeMay Doan         |
| 2002  | Hamar          | Catriona LeMay Doan       | Andrea Nuyt                     | Anzhelika Kotyuga           |
| 2003  | Calgary        | Monique Enfeldt-Garbrecht | Cindy Klassen                   | Shihomi Shinya              |
| 2004  | Nagano         | Marianne Timmer           | Anni Friesinger                 | Jennifer Rodriguez          |
| 2005  | Salt Lake City | Jennifer Rodriguez        | Anzhelika Kotyuga               | Sabine Völker               |
| 2006  | Heerenveen     | Svetlana Zhurova          | Manli Wang                      | Chiara Simionato            |
| 2007  | Hamar          | Anni Friesinger           | Ireen Wüst                      | Cindy Klassen               |
| 2008  | Heerenveen     | Jenny Wolf                | Anni Friesinger                 | Annette Gerritsen           |
| 2009  | Moscou         | Wang Beixing              | Jenny Wolf                      | Yu Jing                     |
| 2010  | Obihiro        | Lee Sang-hwa              | Sayuri Yoshii                   | Jenny Wolf                  |
| 2011  | Heerenveen     | Christine Nesbitt         | Annette Gerritsen               | Margot Boer                 |
| 2012  | Calgary        | Yu Jing                   | Christine Nesbitt               | Zhang Hong                  |
| 2013  | Salt Lake City | Heather Richardson        | Yu Jing                         | Lee Sang-hwa                |
| 2014  | Nagano         | Yu Jing                   | Zhang Hong                      | Heather Richardson          |
| 2015  | Astana         | Brittany Bowe             | Heather Richardson              | Karolina Erbanová           |
| 2016  | Séoul          | Brittany Bowe             | Heather Richardson              | Jorien ter Mors             |
| 2017  | Calgary        | Nao Kodaira               | Heather Bergsma                 | Jorien ter Mors             |
| 2018  | Changchun      | Jorien ter Mors           | Brittany Bowe                   | Olga Fatkulina              |
| 2019  | Heerenveen     | Nao Kodaira               | Miho Takagi                     | Brittany Bowe               |
| 2020  | Hamar          | Miho Takagi               | Nao Kodaira                     | Olga Fatkulina              |
| 2022  | Hamar          | Jutta Leerdam             | Femke Kok                       | Vanessa Herzog              |

## Tableau des médailles
Mis à jour après les Championnats 2022.
| Rang  | Nation                            | Or  | Argent | Bronze | Total |
| ----- | --------------------------------- | --- | ------ | ------ | ----- |
| 1     | États-Unis                        | 21  | 23     | 17     | 61    |
| 2     | Pays-Bas                          | 11  | 13     | 23     | 47    |
| 3     | Union soviétique                  | 11  | 10     | 8      | 29    |
| 4     | Canada                            | 10  | 13     | 7      | 30    |
| 5     | Allemagne de l'Est                | 10  | 8      | 3      | 21    |
| 6     | Allemagne                         | 8   | 6      | 6      | 20    |
| 7     | Corée du Sud                      | 7   | 3      | 4      | 14    |
| 8     | Japon                             | 6   | 12     | 13     | 31    |
| 9     | Russie                            | 6   | 3      | 4      | 13    |
| 10    | Chine                             | 5   | 5      | 3      | 13    |
| 11    | Norvège                           | 3   | 4      | 5      | 12    |
| 12    | Allemagne de l'Ouest              | 2   | 0      | 3      | 5     |
| 13    | Finlande                          | 1   | 2      | 0      | 3     |
| 14    | Suède                             | 1   | 1      | 1      | 3     |
| 14    | Biélorussie                       | 1   | 1      | 1      | 3     |
| 16    | Communauté des États indépendants | 1   | 0      | 0      | 1     |
| 17    | Pologne                           | 0   | 0      | 2      | 2     |
| 18    | Australie                         | 0   | 0      | 1      | 1     |
| 18    | Autriche                          | 0   | 0      | 1      | 1     |
| 18    | Italie                            | 0   | 0      | 1      | 1     |
| 18    | Tchéquie                          | 0   | 0      | 1      | 1     |
| Total | Total                             | 104 | 104    | 104    | 312   |